# 이드문드 호
이드문드 호(포르투갈어: Edmund Ho 에드문드 요[*], 포르투갈어: Edmund Ho Hau-wah 이드문드 호 하우 와[*], 영어: Idmound Ho, 1955년 3월 13일 ~ ) 또는 허허우화(중국어: 何厚鏵, 병음: Hé Hòuhuá)는 마카오의 초대 행정장관이다.
1969년 캐나다로 유학을 떠났으며 1978년 요크 대학교 경영관리학과를 졸업했다. 1981년 캐나다에서 공인회계사 자격을 취득한 뒤부터 인도에서 실무 경험을 쌓았고 1982년에는 미국으로 이주했다.
1983년 마카오로 돌아왔고 1986년 중화인민공화국 제6기 중국인민정치협상회의 위원으로 보궐 선출되었다. 1988년 제7기 전국인민대표대회에서 마카오 대표로 선출되었으며 제8기, 제9기 전국인민대표대회 상무위원을 역임했다. 같은 해에는 마카오 의회 의원으로 선출되었으며 1988년부터 1999년까지 마카오 입법회 부주석을 역임했다. 그 밖에 마카오 기본법 기초위원회 부주임 위원, 마카오 기본법 자문위원회 부주임 위원, 마카오 특별행정구 준비위원회 부주임 위원을 역임했다.
1999년 12월 초대 마카오 행정장관에 취임했으며 2004년 8월 다시 마카오 행정장관으로 재선했다. 부인 류웨이전(劉渭楨, 타티아나 라우(Tatiana Lau))와 슬하에 1남 1녀가 있다. 2002년 10월 대한민국 외교통상부 장관 초청으로 대한민국을 방문했다.

## 역대 선거 결과
| 선거명      | 직책명            | 대수 | 정당   | 득표율 | 득표수 | 결과 | 당락 |
| ----------- | ----------------- | ---- | ------ | ------ | ------ | ---- | ---- |
| 1999년 선거 | 마카오의 행정장관 | 1대  | 무소속 | 81.90% | 163표  | 1위  |      |
| 2004년 선거 | 마카오의 행정장관 | 1대  | 무소속 | 98.67% | 296표  | 1위  |      |

| 전임 (초대) | 제1대 마카오의 행정장관 1999년 12월 20일 ~ 2009년 12월 19일 | 후임 페르난도 추이 |